# 世界貿易中心公寓酒店
迪拜世界貿易中心公寓酒店（英語：Dubai World Trade Centre Residence）是一座位於阿拉伯聯合酋長國迪拜國際會議中心的五星級酒店，樓高38層。其中有一至四個臥室的供短期至長期居住的房間。不遠處就是迪拜世紀貿易中心。該酒店原址為舊世界貿易中心酒店，該酒店在2005年4月1日被拆除。

## 外部連結
- World Trade Centre Residence Official site
- Jumeirah Living's World Trade Centre Residence （页面存档备份，存于） website